# ベーコン・アイスクリーム

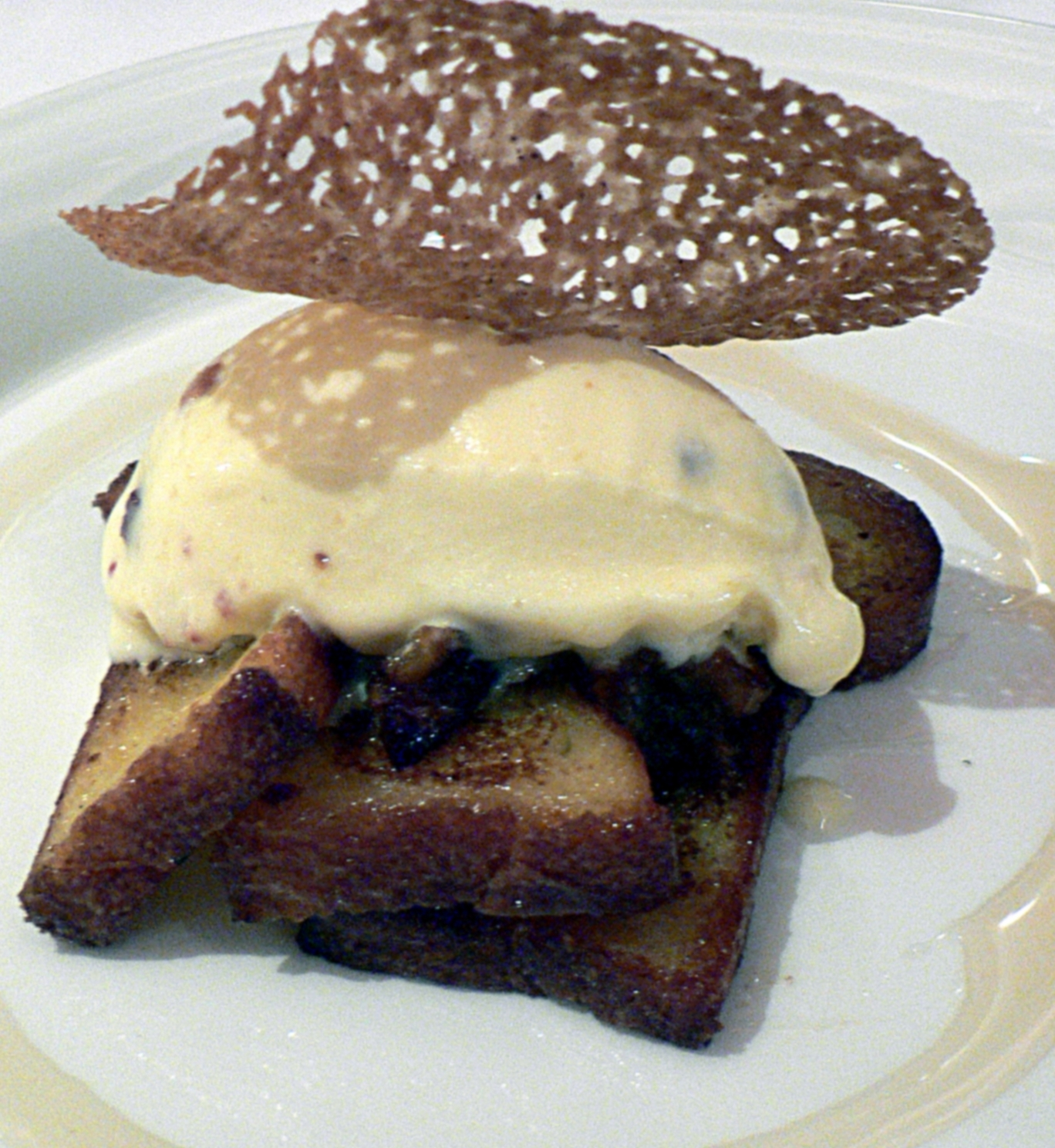
フレンチトーストとベーコン・アイスクリーム、メイプルシロップ、シナモンのチュイール

ベーコン・アイスクリーム (英: bacon ice cream) は20世紀後半に生まれた実験的な料理で、一般にエッグカスタードと寒剤、ベーコンから作られる。この料理のコンセプトはイギリスのバラエティ番組「ザ・トゥー・ロニーズ」で1973年に放送されたコントから来ている。始めは単なるジョークだったが、次第にエイプリルフールに作られるデザートの一つになっていった。ヘストン・ブルメンタルはこのアイスクリームの試作を重ね、スクランブルエッグに似たカスタードを作りベーコンを加えて、ついには自身の代表作にまで仕上げている。今では高級レストランのメニューにもこのデザートの名前を見ることができる。

## 起源
今日のアイスクリームには普通甘さが求められ、デザートのときに食べるものとされているが、すでにヴィクトリア朝の時代からアイスクリームが作られ、楽しまれていたことが史料から明らかにされている。しかしベーコン・アイスクリームはもともとジョークとして生まれ、誰かが喜んで食べるような美味しい食べ物ではなかった。少なくとも、1973年に放送された「ザ・トゥー・ロニーズ」の「アイスクリーム店のスケッチ」で、客がチーズとタマネギ風味のアイスクリーム、そして燻製のベーコンをリクエストしたときはそうだった。
しかしついにエイプリルフールの戯れとしてニューヨーク州フロリダの「アルドリッチズ・ビーフ・アンド・アイスクリーム・パーラー」でこのベーコン・アンド・エッグ・アイスクリームが実際に作られた。1982年、グレイビーソースのセールスマンからグレイビーのアイスクリームを作るという難題を持ちかけられた共同オーナーのスコット・アルドリッチは、この年のエイプリルフールにそれを実現したのである。伝えられるところでは「今までになく酷い」創作料理だったが、アルドリッチは1991年のエイプリルフールにも驚くような味の開発を続けた。たとえば「チョコレートスパゲティ・アイスクリーム」、「ケチャップとマスタードを渦巻き状に掛けた」、「ポーク・アンド・ビーンズ風」、「ザウアークラウト・アンド・ヴァニラ」などである。1992年には15米ガロン (57 l; 12 imp gal)のベーコン・アンド・エッグ・アイスクリームを作り、試してみたい人間には自由に試食させた。名前とは裏腹にアルドリッチのアイスクリームは概して評判は悪くなかった。
2003年にデラウェア州レホボスビーチにオープンしたアイスクリーム店「アダー・ディライト」は「一風変わった」アイスクリームの味を売りにしていた。後に表彰されたピーナッツバター・アンド・ゼリーなどと並んでこの店が開発したメニューがバター・ピーカンのような味がする―つまりバター・ピーカンと砂糖漬けのベーコンの組み合わせを思わせる―ベーコン・アイスクリームだった。店のオーナーのチップ・ハーンは、開発にあたりベーコン風味を含めて18種類の味を招待者限定のフォーカスグループで試食させ、改良点と味への意見を集めさせていた。

## レシピ
ベーコン・アイスクリームは1992年に初めて作られ、2000年代になってやっと世間の注目を浴びたため、伝統的なレシピというものはまったくない。一般的なレシピは、標準的なアイスクリームのレシピにベーコンを追加するもので、ヴァニラ味のアイスでよく作られるが、他にもコーヒーやラム酒、ペカンなどの選択肢がある。いずれにせよベーコンの塩気がアイスクリームの甘みを引き立たせるのである。Wired.comに掲載された記事によると、ベーコンはアイスに加える前にシュガー・シロップに浸して焼きつけ、砂糖漬けにしたほうがよい。そうすることで、アメリカの一部地域で親しまれているホットケーキの要領でベーコンを甘くすることができる。

### ヘストン・ブルメンタルのレシピ
ヘストン・ブルメンタルのレシピではアイスへの風味付けは行わず、卵の味を活かす。ブルメンタルの書いた料理本では、彼のレシピは5つの要素に分解されている。アイスクリーム、キャラメル・フレンチトースト、トマトのコンポート、メープルシロップで固めたパンチェッタの薄切り、紅茶のゼリーである。レシピ通りならこのアイスを作るのには時間が掛かる。ベーコンは脂肪を付けたまま軽くローストし、牛乳を注いで10時間待つ。卵と砂糖を加え、温度を管理して加熱する。卵に長時間火を入れることで風味は増す。そうしてから漉し器にかけて、フードプロセッサーで撹拌し、冷やし固める。後にブルメンタルはレシピを改良し、ベーコンを焼く前に真空パックでベーコンを牛乳に浸す時間をさらに10時間とっている。彼は盛りつけにも変化を加えていて、固まっていないアイスクリームを中身だけ取り除いた卵の殻に注入するやり方を採っている。それを客席で液体窒素に当てて激しくかき混ぜ、料理の印象を強めるのである。
バークシャー、ブレイのレストラン「ファット・ダック」のオーナーであるヘストン・ブルメンタルは分子料理学に従って変わった料理を作ることで有名なシェフでもある。彼のレストランはミシュランで三つ星を獲得し、その他にも多数の賞を受賞している。ブルメンタルは2001年頃から分子料理学によって味の良いアイスクリームを作る試みを行っていて、その成果の一つに粒マスタードとカニのアイスクリームがある。
「風味のカプセル化」という概念を解説した記事の中でブルメンタルは、風味というものが溶液に分散させるよりカプセル化して「爆発」させたほうが鮮烈であることの説明として、卵を加熱すればするほどタンパク質は固まるという話をしている。これによりアイスクリームに卵の風味のポケットが生まれ、口の中でアイスが溶けると同時に風味が放たれるのである。
ブルメンタルの説明によれば、伝統的なアイスクリームとは風味を加えた冷凍エッグカスタードである。しかし彼の手法を使ったアイスクリームはそうではない。彼は砂糖が卵黄のタンパク質と相互作用を起こすまでかき混ぜ、タンパク質のネットワークを作る。全体が白くなったら、そこで風味付けの材料を投入し、加熱する。アイスクリームの素をかき混ぜながら、液体窒素でできるだけ素早く冷やす。これが彼のアイスクリームである。
ブルメンタルのベーコン・アンド・エッグ・アイスクリームはいまや彼の代表作の一つになっている。この料理以外にも彼が作りだしたユニークな味は多く、「The Wizard of Odd」とも称されるブルメンタルのレストランは食通たちがその味に惹かれて訪れるのである。2006年に新年叙勲者リストが発表された際、ブルメンタルは食に対する貢献が認められ、大英帝国勲章第4位を受勲した。しかし彼は向上心を失わなかった。彼にはいつかベーコンと卵の次はオレンジジュースと紅茶といった具合に時間差で風味が変化するアイスクリームを作るという野望があり、味を変化させる技術をつかんだら、ムール貝とチョコレートで試したいと語っているのである。

## 評価
ベーコン・アイスクリームは賛否両論だった。甘さと風味の良さを同時に目指すというそもそもの狙いが意見の分かれるものだった。2004年にはライバルと目されていたシェフのニコ・ラデニスが不支持を表明した。彼は非常に視覚的な表現でベーコン・アイスクリームにはまったくオリジナリティが欠けていることを示した。一方ブルメンタルはラニデスが実際には全くアイスクリームに手を付けていないのだろうと語っている。
トレヴァー・ホワイトはこの料理を「フリーク・ショー」にたとえて、新しいものに目がなく、品揃えもあって当然だと考える我々の文化をブルメンタルがよく理解していると指摘している。ジャネット・ストリートポーターはブルメンタルの料理哲学には気取りがある、と酷評している。彼の料理本に掲載されたベーコン・アンド・エッグ・アイスクリームをレシピ通りに作ろうとしたが、仕事が忙しく作り方を少し変えなければならなかった。彼女はきちんと作るには専用の道具が必要だったのではないかとも推測しているが、いずれにせよ料理の出来は、気持ちの悪い「言葉にならず吐き気を催す」ものだった。
このアイスクリームはロサンゼルス・タイムズでも大変な議論を呼んだ。フードライターのノエル・カーターはこの料理を完璧だと表現したが、健康欄では心臓バイパスの写真を添えた「ベーコンアイスクリーム。良いことは何もない」という見出しがついたからである。デラウェア州のアイスクリームメーカー「アダー・ディライト」のチップ・ハーンもベーコン・アイスクリームを作っているが、これは客引きの意味もあるようで、食べに来た客にはどの味でも試せると看板を出している。ハーンは自分のアイスクリームが他店でよくある味とは差別化できていると語っていて、実際ベーコン・アイスクリームを試食しに来た客の多くが他の味のアイスも買って帰るという。

## 普及
今ではベーコン・アイスクリームを作るシェフはブルメンタル一人ではなくなった。たとえばバルセロナのデザートを得意とするレストラン「エスパイ・スクラ」のメニューにも「革新的」で「華やか」なこの料理が載っている。アメリカの食見本市「ファンシー・フード・ショー」ではベーコンがデザートのテーマの一つとなっていた。2006年にもリアリティ番組「トップ・シェフ」で2人の参加者が別個にベーコン・アイスクリームのアレンジを作っている。有名シェフのボブ・ブルーマーはテキサス州で行われたアイスクリーム・コンテストにベーコン・アイスクリームで出場し、優勝している（本来は砂糖漬けのベーコンを使う予定だったが、彼は土壇場でベーコンをブリトル・アイスクリームに使った）。マイケル・サイモンもフード・ネットワーク局の「ネクスト・アイアンシェフ」第1シーズンでこのアイスクリームを作っている。審査員のアンドリュー・ノールトンはオリジナル料理でないことを非難したが、サイモンは勝ち進み、ついには優勝を果たした。バーガーキングは2012年夏に「ベーコン・サンデー」をアメリカで展開すると発表した。これはヴァニラのアイスクリームにキャラメルとチョコレート、ベーコン・ビッツを掛け、ベーコンを1枚載せたデザートで、4月にナッシュビルでテスト販売が行われた。